# Rafael da Silva Francisco
Rafael da Silva Francisco, mais conhecido como Rafinha (Guarulhos, 4 de agosto de 1983), é um ex-futebolista brasileiro que atuava como ponta-esquerda e meia-atacante.

## Carreira

### Início na Portuguesa
Rafinha surgiu nas categorias de base da Portuguesa, e em 2002 foi campeão da Copa São Paulo de Futebol Júnior, subindo para os profissionais logo em seguida. Ainda jovem teve a grande oportunidade de atuar na equipe RUGER-PR, após um tempo perdeu sua vaga para Gerson e foi afastado. O jovem meio campo jogou bem na Lusa.

### São Paulo
No início de 2004 se transferiu para o São Paulo, porém, foi pouco aproveitado no Tricolor Paulista.

### Santo André
No meio do ano foi emprestado ao Santo André, que acabara de ganhar a Copa do Brasil. Rafinha não foi muito bem em 2004, mas em 2005 permaneceu na equipe, e se tornou um dos principais jogadores do Santo André, que disputou inclusive a Copa Libertadores naquele ano.

### Grêmio
Em 2006, após a disputa do Campeonato Paulista, Rafinha deixou o Santo André, e pelo bom futebol apresentado, se transferiu para o Grêmio, onde continuou jogando muito bem, sendo titular da equipe gaúcha.

### Retorno ao São Paulo
Em 2007, Rafinha retornou ao São Paulo, mas novamente não foi muito aproveitado, e se transferiu para o São Caetano no meio do ano, permanecendo no clube até o fim de 2008.

### Goiás
Em 2009, Rafinha foi contratado pelo Goiás, aonde mesmo na reserva, conquistou o seu primeiro título como profissional, o Campeonato Goiano.

### Paraná
No mesmo ano, assinou também por empréstimo com o Paraná, permanecendo por lá até o final da temporada.

### Coritiba
No começo do ano de 2010, foi anunciado como reforço do Coritiba, mais uma vez por empréstimo, até o fim do ano. No início de 2011, após rescindir com o São Paulo, assina um contrato de 3 anos com o Coritiba, contrato este que foi renovado em 2012, passando a valer até 2015.
Com o Coritiba, Rafinha foi campeão brasileiro da Série B em 2010, tetra-campeão paranaense e participou do recorde de 24 vitórias consecutivas. Além das duas boas campanhas na Copa do Brasil em 2011 e 2012, que culminaram em dois vices-campeonatos. Com títulos conquistados, campanhas de destaque e boas atuações individuais na maioria dos jogos, Rafinha se tornou um dos grandes ídolos da história recente do clube paranaense.

### Al-Shabab
No dia 4 de julho de 2013, após quase 4 anos no clube paranaense, assina com o Al-Shabab, da Arábia Saudita.

### Cruzeiro
Em 2016 acertou com o Cruzeiro, onde se sagrou duas vezes campeão da Copa do Brasil, além do título de campeão mineiro de 2018 e 2019.

### Retorno ao Coritiba
Em 2019, retornou ao Coritiba com um contrato de dois anos.

## Estatísticas
Até 8 de maio de 2019.
| Clube              | Temporada          | Campeonato Nacional[a] | Campeonato Nacional[a] | Copa Nacional[b] | Copa Nacional[b] | Competições Continentais[c] | Competições Continentais[c] | Outros torneios[d] | Outros torneios[d] | Total | Total |
| Clube              | Temporada          | Jogos                  | Gols                   | Jogos            | Gols             | Jogos                       | Gols                        | Jogos              | Gols               | Jogos | Gols  |
| ------------------ | ------------------ | ---------------------- | ---------------------- | ---------------- | ---------------- | --------------------------- | --------------------------- | ------------------ | ------------------ | ----- | ----- |
| Coritiba           | 2010               | 34                     | 10                     | 4                | 1                | –                           | –                           | 19                 | 7                  | 57    | 18    |
| Coritiba           | 2011               | 28                     | 4                      | 11               | 2                | –                           | –                           | 17                 | 3                  | 56    | 9     |
| Coritiba           | 2012               | 23                     | 4                      | 5                | 0                | 1                           | 0                           | 17                 | 4                  | 46    | 8     |
| Coritiba           | 2013               | 2                      | 0                      | 1                | 0                | –                           | –                           | 18                 | 7                  | 21    | 7     |
| Total no Coritiba  | Total no Coritiba  | 87                     | 18                     | 21               | 3                | 1                           | 0                           | 71                 | 21                 | 180   | 42    |
| Al Shabab          | 2013–2014          | 23                     | 6                      | 2                | 0                | 2                           | 0                           | –                  | –                  | 27    | 6     |
| Al Shabab          | 2014–2015          | 21                     | 5                      | 7                | 1                | 7                           | 2                           | –                  | –                  | 35    | 8     |
| Al Shabab          | 2015–2016          | 22                     | 4                      | 5                | 1                | 5                           | 0                           | –                  | –                  | 32    | 5     |
| Total no Al Shabab | Total no Al Shabab | 66                     | 15                     | 14               | 2                | 14                          | 2                           | –                  | –                  | 94    | 19    |
| Cruzeiro           | 2016               | 16                     | 2                      | 5                | 0                | –                           | –                           | –                  | –                  | 21    | 2     |
| Cruzeiro           | 2017               | 28                     | 3                      | 8                | 0                | 2                           | 0                           | 17                 | 0                  | 55    | 3     |
| Cruzeiro           | 2018               | 21                     | 0                      | 7                | 0                | 8                           | 1                           | 15                 | 5                  | 51    | 6     |
| Cruzeiro           | 2019               | 1                      | 0                      | 0                | 0                | 6                           | 0                           | 9                  | 2                  | 16    | 2     |
| Total no Cruzeiro  | Total no Cruzeiro  | 66                     | 5                      | 20               | 0                | 16                          | 1                           | 41                 | 7                  | 143   | 13    |

- a. ^ Incluindo jogos do Campeonato Brasileiro de Futebol e do Campeonato Saudita de Futebol.
- b. ^ Incluindo jogos da Copa do Brasil de Futebol, da King's Cup, da Copa da Arábia Saudita de Futebol e da Supercopa da Arábia Saudita.
- c. ^ Incluindo jogos da Copa Sul-Americana e da Liga dos Campeões da AFC.
- d. ^ Incluindo jogos do Campeonato Paranaense de Futebol, do Campeonato Mineiro de Futebol e da Primeira Liga do Brasil.

## Títulos
Cruzeiro
- Campeonato Mineiro: 2018 e 2019
- Copa do Brasil: 2017 e 2018

Al Shabab
- Copa do Rei: 2014
- Super Copa Saudita: 2014

Coritiba
- Campeonato Paranaense: 2010, 2011, 2012 e 2013
- Campeonato Brasileiro - Série B: 2010[8]

Goiás
- Campeonato Goiano: 2009

## Prêmios Individuais
- Seleção do Campeonato Paranaense - 2011[9] e 2012[10]
- Troféu Globo Minas - Seleção do Campeonato Mineiro: 2018[11]